# 베른하르트 프란시스코
베르나르도 베라르디 프란시스코(Bernhardo Berardi detto il Francisco, ? ~ ?)는 프랑크 왕국 출신 이탈리아의 귀족으로, 베라르디 가문의 창시자였다. 카롤루스 대제의 손자 베른하르트 1세의 후손이라 한다. 926년 이탈리아 남부 아브루초주 서쪽 마르시카에 처음 도착하였다 한다.
그는 프랑크 왕국 카롤루스 대제의 아들 피피노 카를로만과 베른하르투스 1세의 후손으로, 페로네와 생 캉탱, 상 리스, 베르망두아의 백작 피핀 2세의 아들 혹은 손자로 전한다. 1615년 이탈리아의 계보학자 프란시스코 자제라(Francesco Zazzera)는 베라르디 가문의 자료를 근거로 추적, 완성한 베라르디 가문의 가계도에 의하면, 그는 베르망두아 백작 피핀 3세의 아들이자 헤르베르투스 1세의 조카라 한다. 그러나 그가 카롤링거 왕조의 왕의 후손임을 확정할 수 있는 근거는 확실하지 않다.
926년 이탈리아 남부 아브루초주 서쪽 마르시카에 사라센인과 마자르인을 쫓아내기 위해 처음 도착하였다 한다.

## 같이 보기
- 카롤루스 대제
- 베라르디 가문
- 베른하르트 1세
- 헤르베르투스 1세

## 참고 자료
- Angelo Ferrari, Feudi prenormanni dei Borrello tra Abruzzo e Molise, Trento, UNI Service, 2007, SBN IT\ICCU\BVE\0442823.
- Camillo Tollis, La storia di Celano, Pescara, Tipografia Fabiani, 1967, SBN IT\ICCU\SBL\0394368.
- Cesare d'Engenio Caracciolo, Enrico Bacco, Ottavio Beltrano et al., Breve descrittione del Regno di Napoli, Napoli, 1617.
- Cesare Letta, Sandro D'Amato, Epigrafia della regione dei Marsi, Milano, Cisalpino-Goliardica, 1975, SBN IT\ICCU\FER\0102910.
- Francesco Belmaggio, Storia e araldica della città di Avezzano, Avezzano, LCL, 1997, SBN IT\ICCU\AQ1\0063975.
- Francesco Zazzera, Della nobiltà dell'Italia, Napoli, 1615.
- Giuseppe Grossi, Una missionaria nell'Avezzano del '700 – Madre Maria Teresa Cucchiari e la sua opera, Avezzano, 1999.
- Luigi Piccioni, Marsica vicereale: territorio, economia e società tra Cinque e Settecento, Avezzano, Aleph editrice, 1999, SBN IT\ICCU\AQ1\0044896.
- Veneranda Rubeo, Covella, contessa di Celano: sulla storia di una nobildonna nella Marsica del Quattrocento, Avezzano-Cerchio, Kirke, 2015, SBN IT\ICCU\BVE\0693747.